# Fritz Bösch

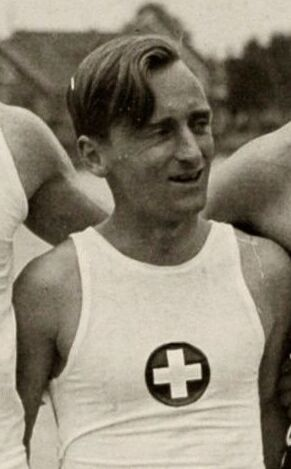
Fritz Bösch (1928)

Fritz Bösch war ein Schweizer Ruderer, der bei den Olympischen Spielen 1928 Zweiter im Vierer mit Steuermann wurde.
Bösch war zusammen mit Ernst Haas, Joseph Meyer, Karl Schwegler und Otto Bucher bereits in den Vorrunden mehrmals auf den ersten Platz gekommen, wurde aber im Final von den Italienern auf den zweiten Platz gedrängt.